# 长流镇
长流镇是中国海南省海口市秀英区下辖的一个镇。镇政府驻长流墟社区。

## 行政区划
截至2020年，长流镇下辖4个社区和12个行政村
- 长流墟社区
- 长信社区
- 长彤社区
- 镇海社区
- 长东村
- 康安村
- 会南村
- 长丰村
- 美德村
- 博新村
- 长南村
- 堂善村
- 长流村
- 堂昌村
- 长北村
- 美李村

## 交通
- 长流站